# Uurajärvi (sjö i Päijänne-Tavastland)
Uurajärvi är en sjö i Finland. Den ligger i kommunen Sysmä i landskapet Päijänne-Tavastland, i den södra delen av landet, 150 km norr om huvudstaden Helsingfors. Uurajärvi ligger 108,5 meter över havet. Arean är 3,9 kvadratkilometer och strandlinjen är 14,36 kilometer lång. Sjön  ingår i Kymmene älvs huvudavrinningsområde.   I omgivningarna runt Uurajärvi växer i huvudsak blandskog. Den sträcker sig 2,5 kilometer i nord-sydlig riktning, och 3,6 kilometer i öst-västlig riktning.